# Education Networks of America
Education Networks of America (ENA) est une entreprise privée fournissant des services Internet aux écoles et bibliothèques publiques. Elle est basée à Nashville, Tennessee, aux États-Unis. 
ENA a été fondée en 1996 et, en 2014, elle devrait générer 100 millions de dollars de revenus par an. Elle appartient maintenant à Zelnick Media Capital, une société d'investissement basée à New York,. 
Le 18 janvier 2018, TeleQuality Communications (TeleQuality) de San Antonio au Texas est devenue une filiale d'ENA. Le 28 juin 2018, CatchOn est devenue membre de la famille d'entreprises ENA.